# František Štůla
František Štůla (1. října 1883 Neveklov – 29. listopadu 1943 Praha) byl český vysokoškolský pedagog (hospodářská geografie) a kartograf.

## Život

### Osobní život
Narodil se v Neveklově, v rodině Antonína Štůly, neveklovského pekaře a jeho manželky Magdaleny, rozené Šenkové. Vystudoval geografii na pražské české univerzitě, studium ukončil prací Dráhy poloostrova balkánského (vyšlo 1914, 41. roční zpráva Českoslovanské obchodní akademie). Po studiu vyučoval na Českoslovanské obchodní akademii v Praze.
18. prosince 1911 byl oddán v Táboře s Ludvikou Chlupovou (* 1877). (V té době bydlel v pražské Salmovské ulici, spolu s bratrem Aloisem, studujícím práv.)
V letech 1911–1913 byl policejně hlášen na Královských Vinohradech, jako ženatý, manželka zde zapsána nebyla. Až do uzavření českých vysokých škol v roce 1939 učil geografii na vysokých školách, zejména na Vysoké škole obchodní. Zemřel v Praze.

### Profesní kariéra
Habilitoval se v červnu 1925 na pražské univerzitě a od školního roku 1925/26 začal vyučovat na bratislavské univerzitě jako soukromý docent. Nejspíš nepočítal s delším působením na Slovensku, protože jako bydliště uváděl Prahu. Zájem bratislavské univerzity o jeho osobu se projevil jmenováním mimořádným profesorem. Na bratislavské univerzitě též založil zeměpisný ústav, jehož byl od roku 1927 ředitelem.
V roce 1929 se stal řádným profesorem na Vysoké škole obchodní v Praze a stal se přednostou jejího zeměpisného ústavu. Na školní rok 1931–1932 byl zvolen jejím děkanem. Jako externí docent (od roku 1927 mimořádný profesor geografie) též přednášel na Přírodovědecké fakultě Univerzity Karlovy, a to až do roku 1938.

## Dílo

### Vlastní
- Všeobecný zeměpis hospodářský (vydala Unie, Praha, 1922)
- Světový oceán : (Úvod do všeobecné oceánografie fysikální) (vydal Extense university Komenského, Bratislava, 1928)
- Slované : kulturní obraz slovanského světa. Díl 3. (Zeměpisný obraz, statistika, ústavní zřízení a filosofie Slovanstva; autoři František Štůla, Antonín Boháč, Karel Kadlec et al.; vydal Vesmír, Praha, 1929)
- Hospodářský zeměpis. Díl první, Část všeobecná (Vydal Spolek posluchačů komerčního inženýrství, Praha, 1932)
- Živý atlas My a svět, I. část (podle Atlas of Today and Tomorrow od Alexandra Radó, redakce Fr. Štůla, vydal Sfinx, B. Janda, Praha, 1939)
- Ilustrovaný zeměpis všech dílů světa (redakce Fr. Machát; spoluautoři J. Čermák, V. Dvorský, B. Horák, J. Hromádka, Fr. Koláček, Vl. Novák, Fr. Štůla, vydalo Ústřední nakladatelství a knihkupectví učitelstva českoslovanského, Praha, 1940?)[p 2]

### Překlady
- Dobrodružné cesty (autor Sven Hedin ; upravil a přeložil František Štůla, vydala Česká grafická Unie, Praha, 1921)

### Kartografické práce mapy
- Atlantský oceán (vydala Čes. společnost zeměpisná, Praha, 1924)
- Europa : 1:3 000 000, Nach der Schulwandkarte "Europa" (vydal P. Sollors’ Nachf., Reichenberg/Liberec, 1925)
- Evropa, 1:15 000 000, dle nást. mapy Evropy Fr. Štůly (vydalo Ústřední nakladatelství a knihk. učitelstva českoslovanského, Praha, 1925)
- Nástěnná mapa světové dopravy a zámořských osad (vydalo Profesorské nakladatelství a knihkupectví, Praha,1927)
- Příruční školní mapa Protektorátu Čechy a Morava a přilehlých území, Měřítko 1:900.000 (vydal Zentral-Lehrerverlag, Praha a Brno, 1941)
- Grossdeutsches Reich und angrenzende Gebiete, měřítko 1:4 000.000 (spolu s M. Šemíkem, vydal Zentral-Lehrerverlag u. Buchhandlung, Praha, 1942)
- Evropa, měřítko 1:15 000 000(vydalo Ústřední nakladatelství a knihk. učitelstva českoslovanského, Praha, 1945)
- Příruční mapa Asie, měřítko 1:30 000 000 (autoři F. Štůla, K. Kuchař, F. Leixner, vydalo Státní pedagogické nakladatelství, Praha, 1954)

Byl autorem řady školních nástěnných map (Afrika, Asie a Německo). Štůlovy mapy patří mezi nejlepší tehdejší zeměpisné pomůcky.

## Zajímavost
JUDr. Alois Štůla, bratr, který se též narodil v Neveklově a který svědčil Františku Štůlovi na svatbě, se později stal prvním náměstkem primátora hl. m. Prahy.